# Almanackan (radioprogram)
Almanackan var ett program i Sveriges Radio som sändes dagligen under åren 1988 och 1989. och då med Hans Ernback som programledare första året. 
1989 tog Anders Jacobsson och Sören Olsson över programmet, och läste då upp sina berättelser om Bert Ljung, vilka bildade underlag för det som kommande år kom att bli det tre Bertböckerna Berts första, vidare och ytterligare betraktelser. Berts betraktelser var nämligen ett stående inslag i programmet, och hela Berts betraktelser-trilogin använder sig av 1989 års gregorianska almanacka, och innehåller även referenser som påpekar att berättelsen utspelar sig under år 1989. Duon stod också för musik och sketcher 
Ett tag hade programmet fler lyssnare än Ulf Elving och hans program Upp till 13.
Programmet producerades av Anders Pontén
Programmet sändes efter 7-nyheterna på morgonen och vinjetten gick ungefär -À-à-a-almanackan. Varje program var 7 minuter långt. Detta har gjort avtryck på Berts betraktelser-trilogin genom att Bert i alla tre böckerna för dagbok varje dag under hela kalenderåret, och kapitlen är något kortare än i andra Bertböcker.

### Fotnoter
1. ↑  ”Almanackan”. Svensk mediedatabas. 1 januari 1988. https://smdb.kb.se/catalog/id/001945655. Läst 13 januari 2011.
2. ↑  ”Almanackan”. Svensk mediedatabas. 31 december 2025. https://smdb.kb.se/catalog/id/001946385. Läst 13 januari 2011.